# I Can't Quit You Baby
«I Can't Quit You Baby» — пісня американського блюзового співака і гітариста Отіса Раша, що вийшла як сингл 1956 року на лейблі Cobra. Це був перший запис для Раша і для лейблу Cobra, який відразу став хітом, посівши у 1956 році 6-е місце в чарті R&B Singles журналу «Billboard». Оригінальна версія Раша була включена до Зали слави блюзу.
Пісня являє собою повільний дванадцятитактовий блюз. Виконувалася багатьма артистами; найбільшої популярністі користувалася версія гурту Led Zeppelin, яка увійшла в їхній дебютний і завершальний альбоми.

## Оригінальна версія
Пісня була написана Віллі Діксоном, який у 1956 році почав працювати на новоствореному чиказькому лейблі Cobra як продюсер і басист, залишивши Chess і дочірній Checker. Діксон відразу ж запросив на лейбл Отіса Раша, 20-річного блюзового співака і гітариста, якого щойно не взяли на Chess, здебільшого через те, що, на їхню думку, його звучання було дуже схожим на Мадді Вотерса. До цього Раш активно виступав у клубах Чикаго в районах Саут-Сайд і Вест-Сайд.
Пісня була записана 11 липня 1956 року на студії Boulevard Studio в Чикаго, Іллінойс, в якій взяли участь Раш (гітара, вокал), Волтер Гортон (губна гармоніка), Гарольд Ешбі (тенор-саксофон) [за іншими даними Джеймс «Ред» Голловей], Лафаєтт Лік (фортепіано), Вейн Беннетт (гітара), Віллі Діксон (контрабас) і Ел Данкан (ударні). «I Can't Quit You Baby» стала дебютним синглом для Раша і першим випуском в історії лейблу Cobra; вона вийшла на синглі (Cobra 5000; на 78 і 45) приблизно 1 вересня 1956 року із «Sit Down Baby» на стороні «Б» і вже 8 вересня 1956 року почала ротацію в хіт-парадах журналу «Billboard». Пісня стала хітом і посіла 6-е місце в хіт-параді R&B Singles. Успіх пісні допоміг Рашу розпочати музичну кар'єру.
Раш упродовж свої кар'єри декілька разів перезаписував пісню, зокрема для альбому Chicago/The Blues/Today! Vol. 2 (1966), що вийшов на лейблі Vanguard і для концертних Blues Live! (1975), Live in Europe (1977; вийшов 1982) і Live… and in Concert from San Francisco (2006).

## Версія Led Zeppelin
Британський рок-гурт Led Zeppelin записав «I Can't Quit You Baby» для свого дебютного альбому Led Zeppelin (1969). Їхня версія заснована на інтерпретації Раша 1966 року для Vanguard.
Led Zeppelin регулярно виконували «I Can't Quit You Baby» під час концертів з 1968 по 1970 роки.

## Інші версії
Пісню перезаписали інші виконавці, зокрема Savoy Brown для синглу Purdah 3503 (1966), Джон Мейолл і the Bluesbreakers для Crusade (1967), Літтл Мілтон для синглу Checker 1212  (1968), Віллі Діксон для I Am the Blues (1970), Майті Джо Янг для концертного альбому Live at the Wise Fools Pub (1978), Лютер Еллісон для Live (1979), Дакота Стейтон (1992), Джеймс Коттон (2001), Rolling Stones для Blue and Lonesome (2016) та ін.

## Визнання
У 1994 році пісня «I Can't Quit You Baby» в оригінальному виконанні Раша (Cobra, 1956) була включена до Зали слави блюзу в категорії «Класичний блюзовий запис — пісня».